# Thilo Blick

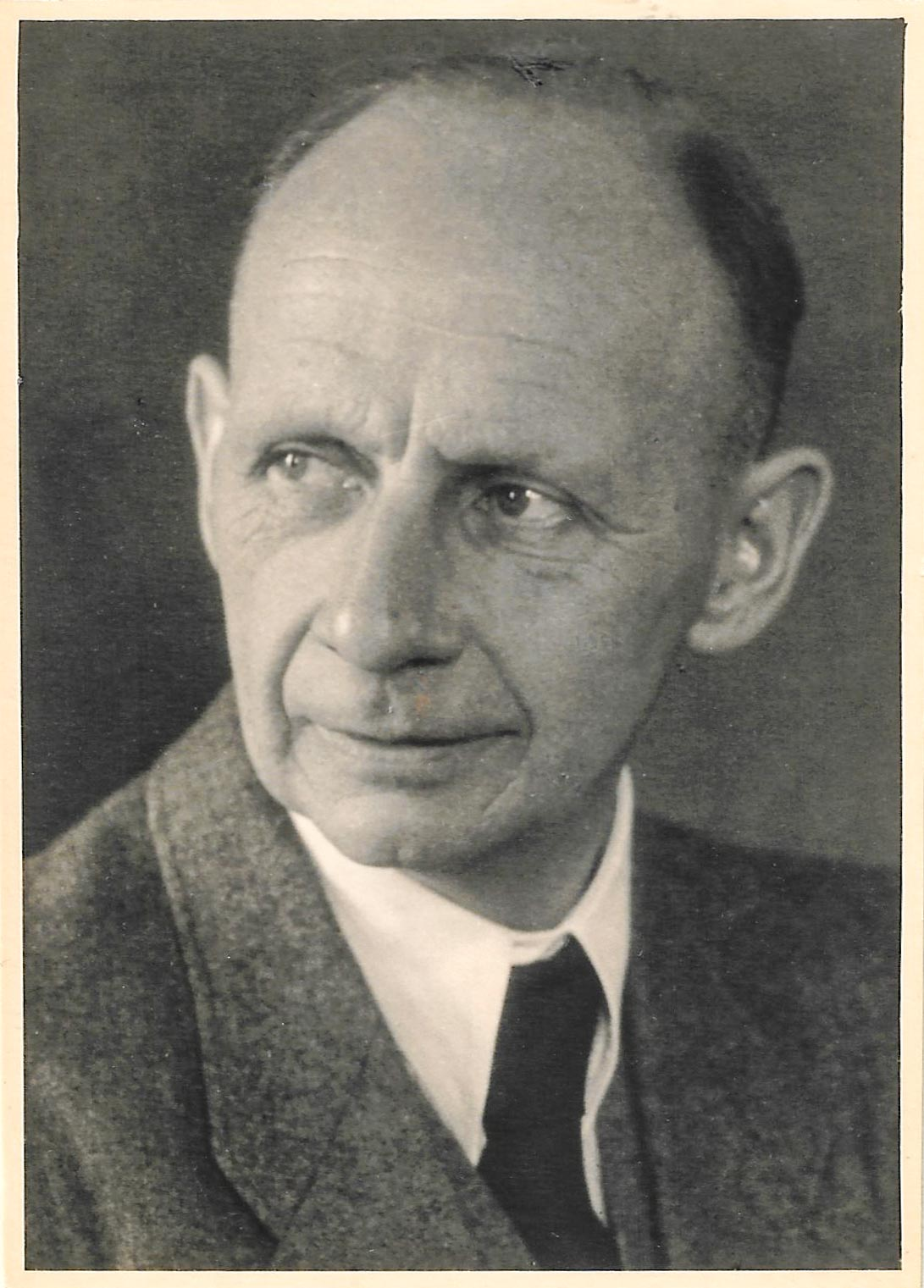
Thilo Blick (1952)

Georg Thilo Blick (* 29. August 1895 in Magdeburg; † 12. Juli 1973 in Ilsenburg) war ein deutscher Arzt und ist Ehrenbürger der Stadt Ilsenburg im Harz.

## Leben und Wirken

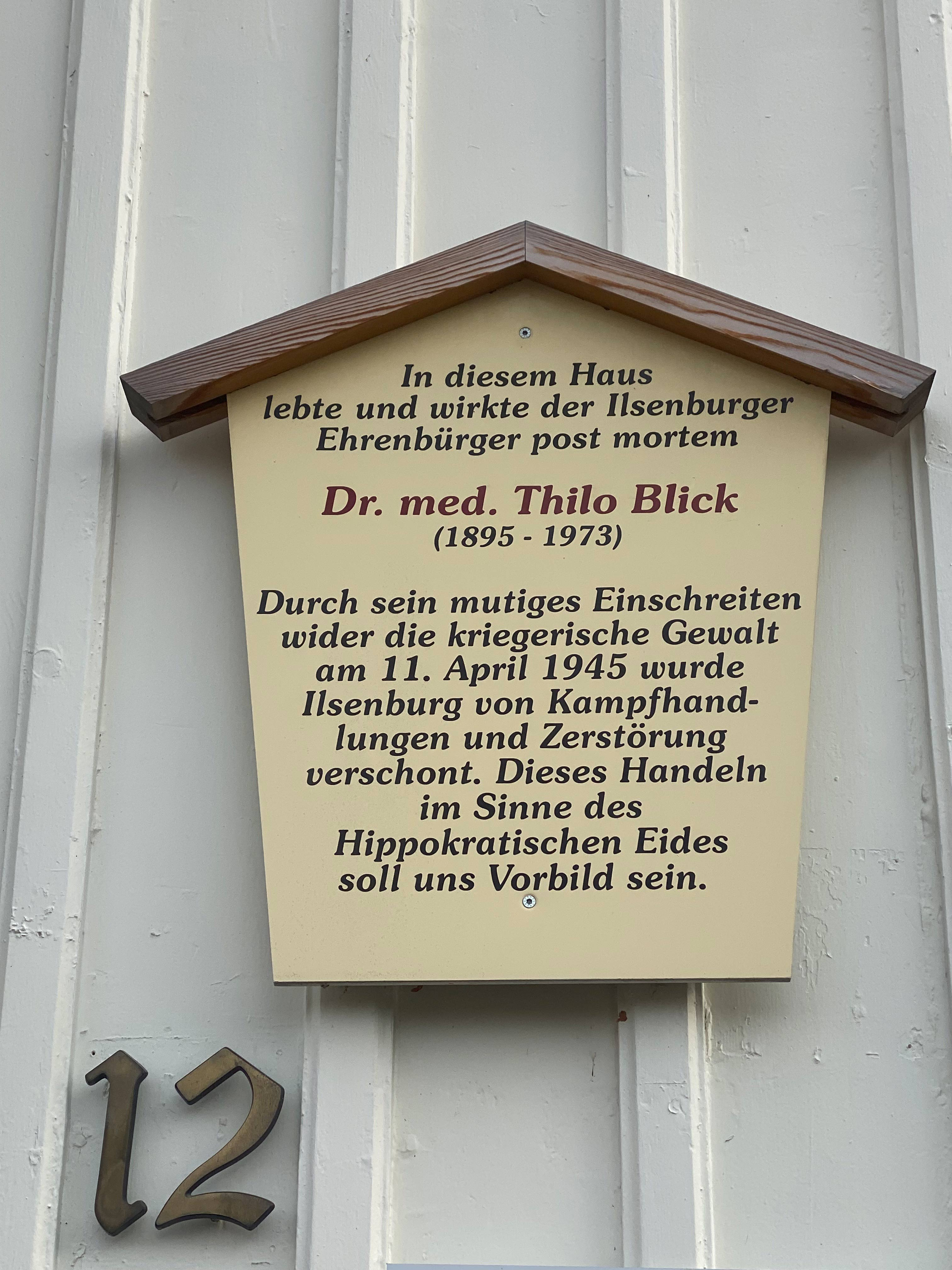
Gedenktafel am Wohnhaus in der Hochofenstraße (2022)

Thilo Blick wurde 1895 als zweites von drei Kindern des Arztes Gustav Ferdinand Blick (1861–1931) und dessen Ehefrau Elisabeth Blick geborene Wallbaum (1866–1929) in Magdeburg geboren. Dort besuchte er das Domgymnasium und begann nach der Schulzeit das Studium der Medizin in München. Unterbrochen durch die Teilnahme am 1. Weltkrieg setzte er sein Studium 1918 in Leipzig fort und beendete es 1922 an der Universität Halle. Nach Abschluss des Studiums übernahm er die Praxis seines Vaters in Magdeburg. Zumindest in den 1930er Jahren lebte und arbeitete er an der Adresse Berliner Straße 29 in der Magdeburger Altstadt.
1939 wurde Blick zur Wehrmacht einberufen und nahm an den Feldzügen gegen Polen, Frankreich und die Sowjetunion teil. Aus Stalingrad ausgeflogen, übernahm er 1943 als Kommandant das Reservelazarett in Ilsenburg, das aus mehreren Häusern, Hotels und Pensionen bestand. Die Zahl der Verwundeten stieg bis Ende 1944 auf über 1000 an.

### Ereignisse des 11. April 1945
Als Standortältester wurde Blick über einen bevorstehenden Einmarsch der Amerikaner am 11. oder 12. April 1945 aus westlicher Richtung informiert. In einem Gespräch mit einem entfernten Verwandten, der als Major der Wehrmacht die Verteidigung Ilsenburgs organisieren sollte, einigten sich beide auf eine kampflose Übergabe der Stadt, um weiteres Blutvergießen und die Zerstörung der Stadt zu verhindern. Am Vormittag des 11. April 1945 wurde Blick informiert, dass eine Gruppe deutscher Soldaten am Wienberg oder am Eckerkrug Stellung bezogen hätten. Im direkten Gespräch und unter Einsatz seines Lebens erreichte er den Abzug der Gruppe.
Am 11. April 1945 gegen 11 Uhr seien dann die ersten amerikanischen Panzer in die Stadt eingerollt und Bürgermeister Pech soll ihnen offiziell die Stadt übergeben haben.

### Nachkriegszeit

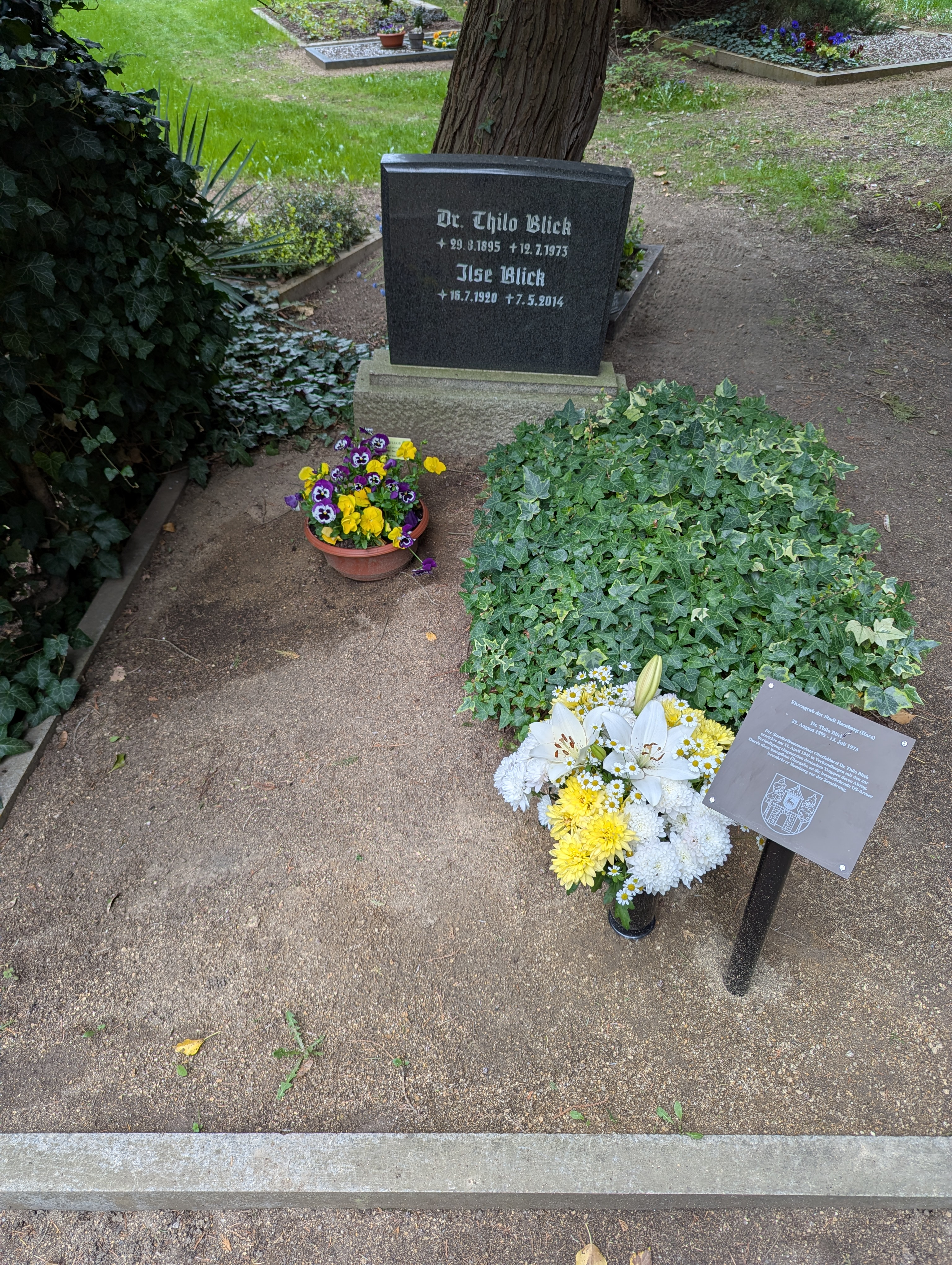
Das Grab von Dr. Thilo Blick und seiner Ehefrau Ilse

Der Einmarsch der sowjetischen Armee in Ilsenburg erfolgte am 3. Juli 1945. Im Sommer 1945 übernahm Blick für ein Jahr die Leitung des Thyphuskrankenhauses der Stadt. In Folge einer Denunziation wurde er 1946 von der Besatzungsmacht verhaftet. Nach der Haftentlassung im Februar 1947 eröffnete er noch im selben Jahr in der Hochofenstraße 12 seine hausärztliche Praxis, die er bis zu seinem Tode 1973 führte.
Blick war verheiratet und hatte zwei Töchter.

## Auszeichnungen
Im Jahr 1990 ernannte ihn die Stadt Ilsenburg posthum zum Ehrenbürger.
Auf einer Sitzung des Ilsenburger Stadtrats am 2. Oktober 2018 wurde die Benennung einer neu zu schaffenden Straße am Ilsenburger Schützenberg in Dr.-Thilo-Blick-Straße mehrheitlich beschlossen. Mit der Benennung solle das Engagement Thilo Blicks bei der kampflosen Übergabe Ilsenburgs an die alliierten Truppen zum Ende des Zweiten Weltkriegs gewürdigt werden.
Auf dem Ilsenburger Friedhof am Veckenstedter Weg befindet sich das Grab Blicks und seiner Frau Ilse. Seit 2024 wird es als Ehrengrab der Stadt Ilsenburg ausgewiesen und spätestens ab 2030 übernimmt die Stadt die Pflege der Grabanlage.